# ديفيد جورج نيوتن
ديفيد جورج نيوتن (بالإنجليزية: David George Newton)‏ هو دبلوماسي أمريكي، ولد في 13 نوفمبر 1935 في بوسطن في الولايات المتحدة.

## وصلات خارجية
- ديفيد جورج نيوتن على موقع إن إن دي بي (الإنجليزية)